# Personligt identifikationsnummer
 Der er for få eller ingen kildehenvisninger i denne artikel, hvilket er et problem. Du kan hjælpe ved at angive troværdige kilder til de påstande, som fremføres i artiklen.

Et personligt identifikationsnummer er et nummer, som staten eller andre offentlige myndigheder benytter til entydigt at identificere borgere og andre, som bor i landet.
I Danmark er CPR-nummeret eller personnummeret et sådant nummer.
Måden numrene er implementerede på, er forskelig fra land til land, men i mange tilfælde, får en borger nummeret når de er født eller når de når den myndige alder (typisk 18 år). Tilflyttere får et nummer når de flytter til landet.
Mange lande har udstedt sådanne numre til et enkeltstående formål, men over tid, bliver de en de facto national identifikationsnummer. For eksempel har USA oprindeligt udviklet sit Social Security Number system som et middel til at udbetale social sikrings ydelser. På grund af den unikke identifikation, er nummeret blevet brugt til andre formål, som f.eks. når der skal åbnes en bankkonto eller opnås et kreditkort.

## Argentina
I Argentina er det eneste nationalt udstedt identifikation DNI,Documento Nacional de Identidad(National Identitetskort). Det er et nummer som ikke er relateret til noget, om den person (bortset fra indvandrere, der får tildelt numre, der starter på 90000000) der har det. Det er tildelt ved fødslen af Registro Nacional de las Personas (nationalt register for mennesker), men forældrene skal selv tilmelde deres børn, og på grund af dette er der mange mennesker, især fattige, som ikke har et DNI.
Dette ID er påkrævet til de mange ting, for eksempel at søge om kredit, åbning af en bankkonto, og for at stemme. Loven kræver at en person viser sit DNI(National Identitetskort), når der bruges et kreditkort. Før DNI blev indført, blev LC (Libreta Civica, for kvinder), og LE (Libreta de Enrolamiento, for mænd) anvendt. Dette blev senere forenet i DNI.

## Australien
I Australien, er der ikke noget universelt Identifikationsnummeret for enkeltpersoner.

## Belgien
I Belgien har enhver borger et personligt identifikationsnummer, som er lavet ved at bruge borgernes fødselsdato (kodet i seks cifre), efterfulgt af et løbenummer (tre cifre) og en checksum (to cifre). Serienummeret anvendes, således at mænd får ulige numre, mens kvinder får lige numre, og dermed kan der kun være 500 mænd og kvinder på en given dato.
De nationale tal er unik for hver person, og derfor anvendes det af de fleste offentlige institutioner, men fordi man umiddelbart kan læse fødselsdato og køn på indehaver ud fra numrene, må det betragtes som et privatlivs-følsomme nummer. Af denne grund, selv om det er sat på identitetskort som standard, med de gamle ID-kort, kunne en borger kan anmode om, at dette ikke ville ske. Med de nyere digitale ID-kort som Belgien er i gang med at indføre nu, er dette ikke længere muligt, da det nationalt nummer, skal bruges som løbenummer for den private kryptografi nøgle på kortet.

## Brasilien
I Brasilien er der to forskellige systemer. Den første, er  Registro Geral  (RG),et tal forbundet til det officielle ID-kortet. Selv om ID-kort angiveligt er nationalt, er RG-nummeret tildelt af staterne og et par andre organisationer, såsom hæren. Så, det er ikke kun muligt at have samme RG nummer som en person fra en anden stat (som normalt behandles ved at angive den stat, der har udstedt ID-kort), men det er også muligt at (lovligt) have mere end en RG, fra forskellige stater.
Det andet system, Cadastro de Pessoas Físicas  (CPF) er føderale og angiveligt unikt, det blev oprettet oprindeligt kun med henblik på beskatning (en beslægtet system bruges til virksomheder).
Den ene eller det andet eller begge numre er nødvendige for mange fælles opgaver i Brasilien, såsom åbning af bankkonto eller få et kørekort. Generelt er RG-systemet mest udbredt (mange fattige mennesker, som ikke har nogen bankkonti, aldrig kommer til få registrering for en CPF), mens dens praktiske mangler har ført til debat om en sammenskrivning af de to systemer i en ny, der ville være baseret på CPF.

## Bulgarien
Enhver borger eller fast bosiddende i Bulgarien har et unikt 10-cifret, Ensartet Civil Nummer (bulgarsk: единен граждански номер, Edinen grazhdanski nomer, normalt forkortet ЕГН ("e-ge-ne", EGN)), der dannes ud fra personens fødselsdato (kodet i seks cifre form ÅÅMMDD), efterfulgt af et trecifret løbenummer og en encifret checksum. Serienummeret angiver kønnet med ulige numre til kvinder og lige numre til mænd.
For personer født før 1900 er månedens identifikator (tredje og fjerde ciffer) forhøjet med 20 (f.eks. 952324XXXX betegner en person, der er født den 24. marts 1895). Tilsvarende forhøjes månedens nummer med 40 for at betegne, at en person er født efter 1999 (f.eks. 054907XXXX betegner en person født den 7. september 2005).
EGN-systemet blev indført i 1977 og anvendes i stort set alle relationer over for myndigheder, og ofte over for private virksomheder. EGN er trykkes på bulgarske identitetskort og pas under overskriften "ЕГН / personnummer".

## Canada
Brugen af 'Social Insurance Number' (SIN) som en "de facto" ID-nummer er ikke er blevet så udbredt. Der er kun visse nærmere angivne tilfælde, hvor en person skal give SIN (nemlig for skatte-eller fratrædelsesordninger relaterede opgaver). I andre tilfælde, er virksomhed fri til at bede om en persons SIN, men de kan ikke benægte en service på det grundlag, at personen ikke kan eller vil give det.

## Chile
I Chile er det Personligt identifikationsnummer kaldet Rut(Rol Unico Tributario), undertiden kaldes det RUN(Rol Unico Nacional) selv om nummeret er det samme.
Det bruges som et nationalt identifikationsnummer, skatteyder nummer, socialsikrings nummer, pasnummer, kørekort nummer, for beskæftigelse osv. Det er også almindeligt anvendt som kunde nummer i banker, detailhandlere, forsikringsselskaber, flyselskaber osv.
Siden år 2004 har hvert født barn fået en Rut nummer, før det blev tildelt når persoen ansøgte om at få ID-kort. Ikke-chilenske beboere også får en Rut nummer og et identitetskort.
Enhver virksomhed eller organisation skal også have en Rut nummer med henblik på skatteberegningen.
Et Rut nummer har 8 cifre plus et validerings tal eller bogstav (xx.xxx.xxx-z).

## Kroatien
I Kroatien, hedder det Personligt identifikationsnummer (Kroatisk:Osobni identifikacijski broj) (OIB)), det bruges til at identificere borgere i mange offentlige og civile systemer. OIB-systemet blev indført den 1. januar 2009 og erstattet det gamle JMBG system, der blev benyttet i det tidligere Jugoslavien. OIB består af elleve tal, de ti tilfældige tal og det ellevte og sidste nummer er et kontrolnummer .

## Norge
I Norge, hedder det Fødselsnummer. Et fødselsnummer består af elleve cifre og bliver brugt til de mange ting, for eksempel at søge om kredit, åbning af en bankkonto, og for at stemme. Et fødselsnummer er lavet ved at bruge borgernes fødselsdato (kodet i seks cifre), efterfulgt af et individnummer (tre cifre) og en checksum (to cifre). De sidste numre bruges, således at mænd får ulige numre, mens kvinder får lige numre. Samlet går de sidste fem cifre i et norsk fødselsnummer også under betegnelsen personnummer.
Siden år 2000 er der foretaget en række ændringer med hensyn til fastlæggelse af individnumre. Siden oktober 2013 bliver denne inddeling af individnumrene brugt:
Her er inddelingen af individnumrene:
- 000–499 inkluderer personer født i perioden 1900–1999.
- 500–749 inkluderer personer født i perioden 1854–1899.
- 500–999 inkluderer personer født i perioden 2000–2039.
- 900–999 inkluderer personer født i perioden 1940–1999.[2]

## Tjekkiet
Tjekkiet benytter to systemer. Et nedarvet fra det tidligere Tjekkoslovakiet, kaldet
Fødsel Nummer (tjekkisk: Rodné číslo (RC)). Systemet har givet anledning til bekymring om privatlivets fred, da alder og køn på ejeren kan udledes fra nummeret. Et nyere system kaldes borger identitetskortet Nummer (ČOP), som er i formatet XXX XXX XXX (alle numeriske). Begge typer er gyldige.

## Østrig
I Østrig er der to universelle ordninger til identifikation af personer:

### Social Sikkerhedsnummer
Det østrigske Social Security Number (SSN)(Social sikkerhedsnummer) er et veletableret identifikation, og ville i teorien identificere enhver østrigsk statsborger. Formatet er et 3-cifret løbenummer, et checksum cifre og fødselsdato i en DDMMÅÅ-notation. Fordi den indeholder fødselsdato, må det betragtes som et privatlivs-følsom nummer. Af denne grund, er dets anvendelse begrænset af lovgivningen på visse områder inden for sundhed, social sikring, skat, uddannelse og andre administrative områder. Det gør den ubrugelig som en almindelig person identifikator, men slagkraftige nok til at gøre det til en trussel for databeskyttelse.
Disse tal ville i teorien kunne dække 800 mennesker på en given dato. Praktisk var der andre lande end Østrig, hvor fødslen blev registreret måneder efter den egentlige fødselsdato. Disse børn fik den 1. januar eller den 1. juli som fødselsdag. Så nogle gange var der i nogle måneder, tilfælde hvor 800 ikke var nok. Så fiktive måneder blev skabt som 13, 14 eller 15. Så et gældende SSN (Social sikkerheds nummer) som "1788011550" eksistere.
Der er nogle praktiske ulemper, det bliver tildelt uden ordentlig legitimering og dermed er der dubletter. Det omfatter ikke personer uden social sikkerhed, selvom der er få i Østrig. Nogle indvandrere uden papirer fra deres hjemland har deres fødselsdato ændret (efter at forstå fordelene og ulemperne ved at være under en vis alder). Generelt er SSN (Social sikkerheds nummer) et helt pålidelige identifikator, men ikke godt nok for klasser af ansøgningen, som kræver kvalificeret identifikation.

### Sektorspecifik Personlige Identifier
Den sektorspecifikke Personlige Identifier (ssPIN) forsøger at løse alle problemerne i SSN systemet. Dets juridiske fundament er det østrigske E-Government dokument, og det er afledt fra det centrale register over Residenter (CRR). Dens specifikationer er forbundet med det østrigske Citizen Card (borger kort) Arkiveret 20. juni 2013 hos  Wayback Machine.